# Công tước xứ Buccleuch
Công tước xứ Buccleuch (/bəˈkluː/ bə-KLOO; tiếng Anh: Duke of Buccleuch), trước đây cũng được đánh vần là Công tước xứ Buccleugh, là một tước hiệu trong Đẳng cấp quý tộc Scotland được lập ra hai lần, lần đầu tiên là vào ngày 20 tháng 4 năm 1663, trao cho James Scott, Công tước thứ 1 xứ Monmouth, và được lập ra lần thứ hai để trao cho vợ của ông là Anna Scott, Bá tước thứ 4 xứ Buccleuch. Monmouth, con trai ngoài giá thú lớn tuổi nhất của Vua Charles II, đã bị bãi bỏ tước vị sau khi nổi dậy chống lại chú của mình là Vua James II và VII, nhưng tước hiệu của vợ ông không bị ảnh hưởng và được truyền lại cho con cháu của họ, những người lần lượt mang họ Scott, Montagu-Scott, Montagu là Douglas Scott và Scott. Năm 1810, Công tước thứ 3 xứ Buccleuch thừa kế Công tước xứ Queensberry, cũng thuộc Đẳng cấp quý tộc Scotland, do đó tách tước hiệu đó khỏi Hầu tước xứ Queensberry.

### Ghi nhận
- Kidd, Charles (1903). Debrett's peerage, baronetage, knightage, and companionage. London: London: Dean & son, limited. tr. 178.
- Hesilrige, Arthur G. M. (1921). Debrett's Peerage and Titles of courtesy. London: London: Dean & son, limited. tr. 146.